# Templet i Jerusalem
31°46′43″N 35°14′5″Ø / 31.77861°N 35.23472°Ø
Templet i Jerusalem (hebraisk: בית המקדש Bet HaMikdash) var jødernes vigtigste helligdom i antikken og det primære opholdssted for Gud på jorden. Det lå på Tempelbjerget i Jerusalem og blev ifølge Bibelen opført i det 10. århundrede f.Kr. af kong Salomo. Salomos Tempel blev ødelagt af babylonerne i 586 f.Kr. Det blev genopbygget som "Det Andet Tempel" i 515 f.Kr. og blev flere hundrede år senere renoveret og udvidet af Herodes den Store. Templet stod til 70 e.Kr., hvor det blev ødelagt af romerne. Tempelpladsens vestmur, Grædemuren, er i dag den eneste rest af jødernes tempel og regnes for jødedommens helligste sted.
I dag ligger Klippehelligdommen (opført i 691) og Al-Aqsa-moskéen (opført ca. 638) på området, der regnes for islams tredje helligste sted efter Mekka og Medina. Tempelområdet er helligt for katolske og ortodokse kristne.

## Tempelbjerget
Tempelbjerget (hebraisk: Har HaBayit, arabisk: al-ḥaram al-qudsī ash-sharīf) er en høj i Jerusalems gamle bydel i den østlige del over for Oliebjerget.
Tempelpladsen er et af de mest omstridte religiøse steder i verden. Ifølge jødisk tro er tempelbjerget stedet, hvor Gud dvæler i den fysiske verden, og det var her, Abraham skulle ofre sin søn Isak. Det er også på Tempelbjerget, ortodokse jøder afventer opførelsen af et nyt tempel (det tredje Tempel) i forbindelse med Messias' komme.
Ifølge islam var det her profeten Muhammed i 621 fór til himmels ledsaget af ærkeenglen Gabriel.
I nyere tid har der været sammenstød mellem jøder og muslimer. Området er besat af Israel, men regeres af et muslimsk råd. Da Østjerusalem og Tempelbjerget var under jordansk overherredømme fra 1948 til 1967, var jøder forment adgang til Grædemuren. Israel gav heller ikke muslimer adgang til Israel.

## Salomos Tempel (ca.1000 – 586 f.Kr)
Salomos tempel, "Det første Tempel", blev ifølge 1. Kong kapitel 6-7, opført under kong Salomon i 900-tallet f.Kr. og var centrum for den jødiske religion til 587 f.Kr, hvor det blev ødelagt af babylonerkongen Nebukadnesar.
Templet var opført efter Tabernaklets forbillede og blev bygget som et langhus i forbindelse med det kongelige palads i vestsemitisk stil. Det bestod af to rum: en tempelhal på ca 30 x 10 meter – og en mindre forhal på ca 10 x 5 meter. Senere blev de to rum opfattet som tre rum: "Forhallen", "det Hellige" og "det Allerhelligste.". I det Allerhelligste stod Pagtens Ark, der ifølge overleveringen rummede stentavlerne med De 10 bud flankeret af to keruber om Guds trone.

## Det Andet Tempel (515 f.Kr – 70 e.Kr.)
Ved afslutningen på det babylonske fangenskab ca. 50 år senere, blev templet genopbygget under ledelse af eksiljøden Zerubbabel. 500 år senere gennemførte Herodes den Store en så omfattende ombygning og udvidelse af templet, at nogle regner Herodes' tempel for et tredje tempel. Dog blev templets daglige offerhandlinger aldrig afbrudt under Herodes' ombygning. Dette andet (tredje) tempel blev ødelagt kun seks år efter fuldendelsen i år 70 af den romerske hærfører Titus under den Første jødisk-romerske krig.

### Zerubbabels tempel
Zerubbabel var en fremtrædende babylonsk eksiljøde af Davids slægt. Tilskyndet af profeterne Haggaj og Zakarias ledede han templets genopbygning efter eksilet. (Ezra 3-6; Haggajs Bog).
Oplysninger om templets indretning og udsmykning er meget sparsomme, men det regnes for sandsynligt, at det havde samme grundplan som Salomos tempel. Noget nyt var den store syvarmede lysestage, der sandsynligvis ikke fandtes før-eksilet.
Dette tempel stod i 500 år, til det i den hasmonæiske periode ca. år 20 f.Kr. blev ombygget i hellenistisk stil med søjlegange omkring forgårdene.

### Herodes' tempel
Herodes den Store begyndte ca. år 15 f.Kr en storstilet ombygning og udvidelse af templet, der stadig foregik 30 år efter. Det tiltrak omrejsende håndværkere og medførte, at Jerusalem voksede stærkt i nordvestlig retning. Enorme stenblokke blev hugget ud i stenbrudene lige nord for Tempelpladsen. Blokkene måtte rulles gennem byens gader og hejses på plads. Herodes' arkitekter udvidede tempelterrassen med en tredjedel til den nuværende plads på 500 x 300 meter, hvilket gjorde den til den største åbne plads i antikken. Den kom til at udgøre en femtedel af Jerusalems areal,  og tydeliggjorde, at byen var en tempelby. Udvidelsen var problematisk, da bjerget skrånede brat, så der måtte rejses en kolossal platform til at bære terrassen. 
Rundt om pladsen byggede han dobbelte søjlegange, dvs. med tre søjlerækker. Mod syd byggede han "den kongelige søjlegang" med tre søjlegange, dvs. fire søjlerækker. Søjlerne var 31 meter høje, gangen var 15 meter lang og 33 meter bred. Ifølge historieskriveren Josefus var templet en usædvanlig bygning. Han siger:
Den, der ikke har set templet i Jerusalem, har ikke set en smuk bygning.
Syv "trin" førte op til templet. Først kom man til hedningernes forgård, så kom kvindernes forgård, så mændenes forgård og dernæst præsternes forgård. Der var også rituelle bad, mikve, for renselse. Selve templet bestod af forhallen, det Hellige og det Allerhelligste, hvor kun ypperstepræsten måtte træde ind én gang om året. Det Allerhelligste ragede 40 meter over forgårdene. Sabbaten blev indledt med, at man blæste i shofar i det sydvestlige hjørne. Hedninge måtte godt gå ind i den ydre forgård, men ikke længere end til soreq, en lav mur eller et gærde. Skilte advarede om, at hedninge selv var ansvarlige , hvis de passerede soreq. Sådan et skilt på græsk er udstillet i Rockefeller-museet i Jerusalem. I Efeserbrevet 2:14 skriver Paulus at Jesus "nedrev den mur af fjendskab, som skilte os"  Den "mur", Paulus her taler om, er temmelig sikkert soreq. 
I Norfolk har bonden Alec Garrard i de sidste 30 år brugt 33.000 arbejdstimer på at genskabe Herodes' tempel i miniature. 

### Ødelæggelsen i år 70
Historikeren Josefus giver en udførlig beretning om, hvordan templet og den øvre by i Jerusalem blev ødelagt i sommeren 70. Josefus skrev i Rom for romere og virker optaget af at frifinde kejser Titus for ødelæggelsen, som nærmest fremstilles som skæbnens værk: "Da to af legionerne havde opført dæmningerne den 8. dag i måneden Ab, gav Titus ordre til, at de skulle hente murbrækkere og sætte dem ind mod den vestlige bygning i det indre tempel... Soldaterne havde allerede antændt portene, hvorfra ilden spredte sig... Titus trak sig tilbage til Antonia-tårnet og besluttede at storme templet næste dag. Det er sikkert, at Gud for længst havde dømt det hus til ilden, og nu var den skæbnesvangre dag kommet, ifølge tidernes omdrejning...Det var den 19. dag i måneden, den samme dag, som det brændte ned for Babylons konge." 
Templets ødelæggelse mindes endnu ved jødiske bryllupper, hvor det er skik, at brudgommen afslutter vielsesceremonien ved at knuse et glas med foden, som en påmindelse om templets ødelæggelse i år 70, og at man ikke i glædens stund må glemme sorgen. 

## Templets funktion
Templet havde både en religiøs, økonomisk og politisk betydning.
Jøderne dyrkede her gud (Israels stammegud Jahve (JHWH) og hele Jordens skaber og opretholder). Hver dag foregik der ofringer (af dyr og andet) foruden særlige offerhandlinger på bestemte dage i ugen, måneden og året, og navnlig ved de religiøse højtider: Påske, løvhyttefesten, forsoningsdagen, nytårsfesten og chanukka. Der var to daglige offerhandlinger én om morgenen og én om aftenen ledsaget af salmesang, tekstlæsning og den aronitiske velsignelse.
Offerhandlingerne blev udført af templets præster og levitter under ledelse af ypperstepræsten. Folket havde adgang til templet og kunne som menighed deltage aktivt i ceremonierne. Dog var der klare regler og forskrifter for hvem der kunne deltage hvornår og i hvad. Til alle ofringer var der renselsesregler og forskrifter for bøn, slagtningsmetode, processioner og valfarter.
Økonomisk gav tempeldyrkelsen et godt afkast. De daglige ofre krævede store leverancer og var levebrød for mange handlende. Derudover tilførte de store valfartsfester med tusindvis af pilgrimme stor aktivitet til byen. Tempelskatten, som alle jøder forventedes at bidrage til, gav også store summer til templets drift og vedligeholdelse. Endelig var der ifølge Anden Makkabæerbog 3:10-12 en art bankvæsen tilknyttet templet.
Politisk var templet med sin placering klos op ad kongepaladset (i hvert fald på Salomos tid) en stor og prestigefyldt magtfaktor. Det jødiske samfund var på mange måder et teokrati med ypperstepræsten som både Guds og folkets repræsentant. Under hasmonæerne (134-67 f.Kr.) var kongen og ypperstepræsten forenet i én person.

## Templets betydning
Jerusalem og dens institutioner var igennem hele antikken og frem til ødelæggelsen i år 70 det mest betydningsfulde center for jødedommen religiøst, politisk og økonomisk.
I jødedommene er der en særlig forbindelse mellem Gud og Zion. Zion er navnet på et sted i Jerusalem, men optræder ofte som synonym for hele byen. Templet i Jerusalem er en Zion-ideologi (ikke at forveksle med moderne zionisme), og er meget væsentlig for den israelske-jødiske identitet, bl.a. med legenden om Pagtens Ark, der førtes til Zion af kong David og grundlagde byen som Guds bolig.
Håbet om at vende tilbage til Zion og genopbygge templet har under eksilet haft en fremtrædende plads i jødedommen, hvilket ses i de jødiske bønner og eksilskrifter.
Blandt ortodokse jøder lever håbet om en dag at bygge Det tredje tempel på tempelpladsen, hvor de venter Messias's komme.

### Tempel og synagoge
Ødelæggelsen af Salomos tempel og Det andet tempel samt adspredelsen (diaspora) af det jødiske folk overalt i nærorienten udgjorde en trussel for jødedommen. Under det babylonske fangenskab udvikledes et gudstjenestekoncept med bøn og skriftlæsninger, der kunne fungere uden templet i Jerusalem, og det lagde grunden for den senere synagoge. Ortodokse jøder betragter dog ikke synagogen som en erstatning for templet i Jerusalem.

### Grædemuren
Grædemuren/Klagemuren/Vestmuren (hebraisk: הכותל המערבי, HaKotel HaMa'aravi) regnes for jødedommens helligste sted. Navnet Grædemuren henviser til jødernes klage ved muren over templets ødelæggelse.

### Konflikten i moderne tid
28. september 2000 besøgte den ledende israelsk oppositionspolitiker Ariel Sharon Tempelbjerget. Det var med til at udløse den langvarige Al Aqsa-intifada med israelske militæraktioner og palæstinensisk opstand.